# Granastrapotherium
Granastrapotherium is een geslacht van uitgestorven zoogdieren uit de orde Astrapotheria. Dit dier leefde tijdens het Mioceen in noordelijk Zuid-Amerika.

## Fossiele vondsten
Fossielen van Granastrapotherium zijn gevonden in La Venta in Colombia in afzettingen die dateren van 13,5 tot 11,5 miljoen jaar geleden. De geslachtsnaam betekent 'grote Astrapotherium', terwijl de soortnaam verwijst naar de snorkelachtige slurf van het dier. Granastrapotherium was een van de laatste overlevers van de Astrapotheria.

## Kenmerken
Granastrapotherium was het grootste zoogdier van La Venta. Dit dier had het formaat van een witte neushoorn met een kopromplengte van 3,5 tot 4 meter en een gewicht van 1.800 tot 2.500 kilogram. Granastrapotherium had een goed ontwikkelde, mobiele slurf. Net als nijlpaarden had dit dier grote bovenste en onderste, tot slagtand verlengde hoektanden. Er was sprake van seksueel dimorfisme: de tanden van mannelijke dieren waren langer, dikker en minder gekromd dan die van vrouwelijke dieren. Granastrapotherium had geen snijtanden. De kiezen vertonen overeenkomsten met die van neushoorns. Granastrapotherium leefde mogelijk deels in het water. Het was een herbivoor die zich vermoedelijk met name voedde met zachte bladeren.